# Dark Angel (serie de televisión)
Dark Angel es una serie de televisión del tipo ficción científica cyberpunk, creada por James Cameron y Charles H. Eglee. Fue televisada inicialmente por la cadena FOX, y luego por cadenas locales.

## Argumento

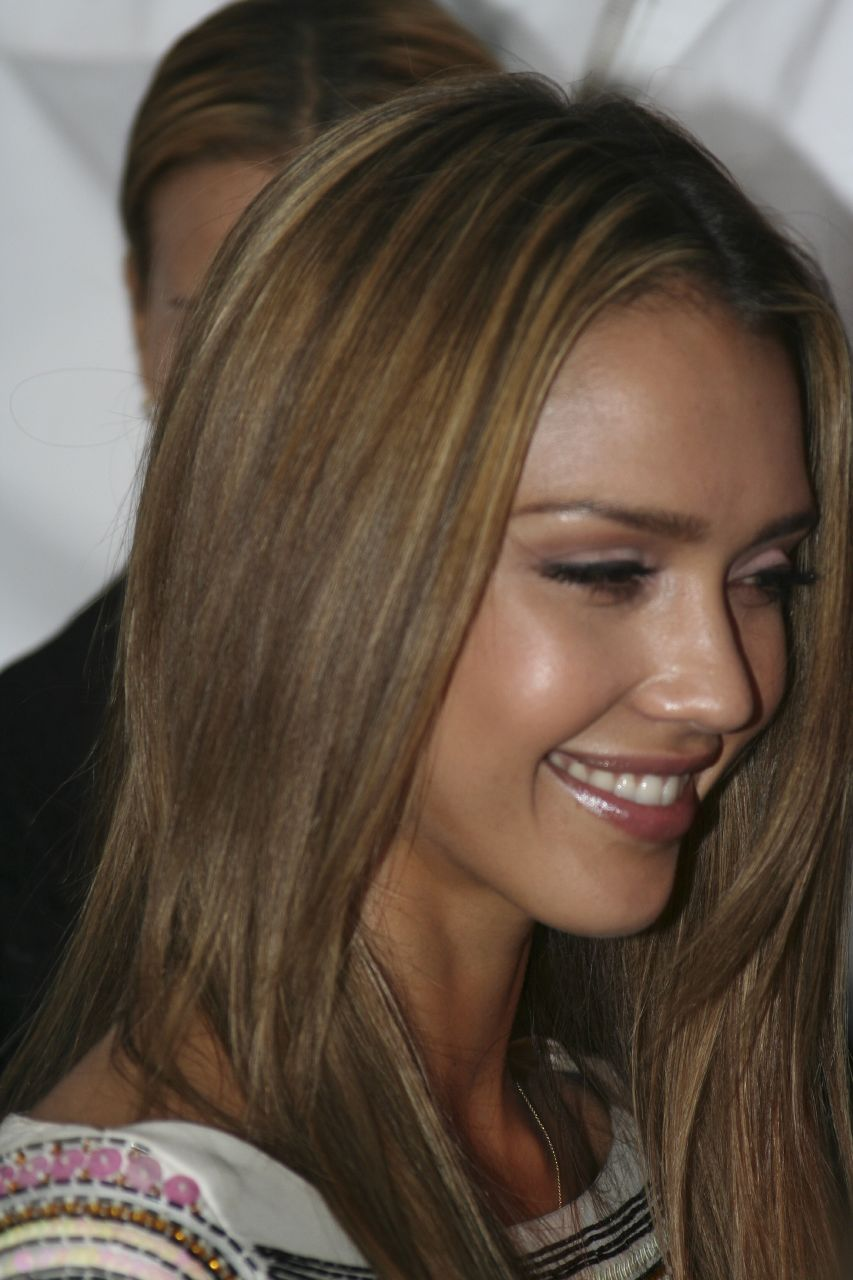
Jessica Alba interpretó a Max, la protagonista de Dark Angel

La historia de la serie comienza cuando, a inicios de la década del 2000, el gobierno estadounidense emprende serios trabajos de ingeniería genética destinados a producir supersoldados. Este proyecto era llamado Manticore y tenía su base en el estado de Wyoming.
En 2009 un grupo terrorista logra detonar una bomba de pulso electromagnético en la Costa Oeste de los Estados Unidos, lo que incapacita todos los sistemas informáticos de ese lado del país, entre ellos muchos bancos y centros de investigación, dejando a Estados Unidos en la ruina y en las mismas condiciones que cualquier otro país tercermundista. Antes de este ataque, doce de los supersoldados, aun siendo niños, lograron escapar de las instalaciones. Entre ellos se encuentra X-5 452, más tarde conocida como Max, quien escapa al mundo exterior junto con sus otros once "hermanos".
Durante diez años, Max ha vivido en Seattle, Estados Unidos, tratando de ganarse la vida como mensajera mientras que, de noche, se dedica a usar sus habilidades especiales para robar objetos de valor. Durante todo este tiempo ha estado ocultando sus características. Ella, al igual que el resto de los habitantes, vive casi en condiciones de miseria debido al pulso mencionado antes, un mundo que en pocos años se ha convertido en un mundo decadente, en una ciudad acordonada por Fuerzas Especiales, donde la única voz que se alza contra el statu quo es la del misterioso ente virtual "Sólo Ojos", una especie de justiciero omnipresente que se dedica a interferir transmisiones televisivas para exponer casos de corrupción, producidos por gente con poder, y que por casualidades de la vida se ve involucrado en la vida de Max.

## Episodios

### Temporada 1
1. Episodio piloto
2. Ardor
3. Febril
4. Viejas amistades
5. Información de un confidente
6. Prodigio
7. Frío Confort
8. Bla, Bla, Guau, Guau
9. Cierro
10. Rojo
11. Ataque Artístico
12. Despertares
13. Los chicos están a salvo
14. Conflicto entre mujeres
15. Refugio
16. Pequeñines enamorados
17. Pollo loco
18. El hombre cámara
19. la princesa
20. traición
21. Y Jesús trajo una cazuela

### Temporada 2
1. Designa esto
2. Embólsalos
3. Boleta de compra
4. Amor bajo el radar
5. Boo
6. Dos
7. Se requiere cirugía
8. La chica con agallas
9. El medio es el mensaje
10. Brainiac
11. The Berrisford Agenda
12. Tiempo prestado
13. Luz en el muelle
14. Love in vein
15. Fuhgeddaboudit
16. Liberación
17. Hola, adiós
18. Dawg day afternoon
19. Ella no es pesada
20. Amor entre las runas
21. Nación fenómeno

## Elenco

### General
- Max Guevara (Jessica Alba, Geneva Locke de niña): Max es una soldado (X-5 452) creada genéticamente (transgénicamente) en Manticore, un laboratorio genético. Siendo niña, escapa junto con otros 11 niños-soldado, y se refugia en las calles de Seattle del siglo XXI, donde conoce al periodista Logan Cale. Deciden unir fuerzas para luchar contra la corrupción y opresión. Trabaja en la mensajería Jam Pony.
- Kendra Maibaum (Jennifer Blanc). Compañera de piso de Max durante la primera temporada. Es traductora de japonés.
- Logan Cale (Michael Weatherly). Logan es un periodista cybernético-secreto (Eyes Only) que ayuda a Max, entre otras cosas, a encontrar a los demás que escaparon con ella.
- Sebastian (Jade C. Bell)
- Bling (Peter James Bryant) Ayudante-asistente-fisioterapeuta de Logan.
- Det. Matt Sung (Byron Mann) Detective honrado que intenta ayudar a Logan y Eyes Only.
- Herbal Thought Alimi Ballard) Compañero de trabajo de Max, habla de manera curiosa, le gustan la filosofía y la marihuana, y su ídolo es Bob Marley.
- Cynthia “Original Cindy” McEachin (Valarie Rae Miller). De estética afro, es la primera y mejor amiga de Max. Es lesbiana, y también trabaja junto a Max en Jam Pony.
- Calvin “Sketchy” Theodore (Richard Gunn) Compañero de trabajo de Max, suele meterse en líos.
- Reagan “Normal” Ronald (J. C. MacKenzie) El jefe de Max y dueño de la mensajería Jam Pony. Admirador de George H. W. Bush.

### X-5
- Zack (William Gregory Lee, Chris Lazar de niño): Es otro soldado (X-5 599) creado en Manticore.
- Brin  (Nicole Bilderback): X5-734
- Tinga (Lisa Ann Cabasa): X5-656
- Jace (Shireen Crutchfield, Jonah Glasgow de niña)
- Ben (Jensen Ackles):X5-493, James Kirk de niño): X5-493
- Krit (Joshua Alba): X5-511
- Syl (Nicki Lynn Aycox): X5-701
- Jondy (Kyley Statham de niña): X5-210

### Manticore
- Coronel Donald Michael Lydecker (John Savage): Lydecker es el responsable de Manticore. Su misión es encontrar a cualquier precio a los niños que se escaparon años atrás.
- Dr. Elizabeth Renfro “Madame X” (Nana Visitor)
- Agente Sandoval (Fulvio Cecere)

### Temporada 2 (2001-2002)
- Alec (Jensen Ackles): X5-494
- Max (Jessica Alba): X5-452
- Ames White (Martin Cummins)
- Joshua (Kevin Durand)
- Asha (Ashley Scott)
- Zack (Cyber Zack, con implantes ciberneticos): X-5 599

## Novelas
Se han publicado tres libros relacionados con la serie, escritos por Max Allan Collins, aunque ninguno ha sido editado en español. Los títulos son:
- Dark Angel: Before the Dawn (2002) cuenta lo que ocurre antes de la serie, cuando son niños y se encuentran en Manticore
- Dark Angel: Skin Game (2003) entrelaza el final de la segunda temporada con el tercer libro.
- Dark Angel: After the Dark (2003) cuenta lo que ocurre tras la segunda temporada y un final para la serie.

Aunque ninguno de los dos últimos libros se ha escrito con total exactitud en los hechos, porque se pensaba que los directores de la serie, James Cameron y Charles H. Eglee, realizarían una última y definitiva temporada. Por diversas causas, entre ellas la falta de presupuesto, ya que era una serie cara, y por el enfrentamiento entre James Cameron y Charles H. Eglee, se decidió cancelar la serie, y por eso los libros no están narrados con demasiada exactitud.

## Videojuegos
- Dark Angel (PS2)
- Dark Angel (PC)

En 2002 se publicó el videojuego basado en la serie de televisión, titulado originalmente James Cameron´s Dark Angel, y conocido en España como Dark Angel: Ángel de la Noche. Apareció para las consolas PlayStation 2 y X-Box y nos metíamos en la piel de Max Guevara en un juego de acción y lucha en el que Max debía encontrar al resto de sus hermanos perdidos. Hay que decir que el juego contó con las capturas faciales y corporales tanto de Jessica Alba (Max) como de Michael Weatherly (Logan), así como sus voces originales y con algunos cortes musicales de la serie original. En España el juego los mismos actores que doblaron la serie en TV también pusieron sus voces en el doblaje del juego al español.

## Premios
Dark Angel recogió un premio en los People's Choice Award por Nueva Serie Dramática de Televisión. A su vez, Jessica Alba fue nominada a un Premios Globo de Oro como actriz protagónica de serie de TV.

## Acusación de plagio y litigio legal
La serie de televisión estadounidense Dark Angel fue acusada de plagio por los autores de Cybersix que denunciaron en 1998 al creador de la misma, James Cameron, y a la cadena que la transmitía, Fox. El juicio no pudo ser concluido, según explicó Carlos Trillo, debido a que él y su socio Meglia no poseían los recursos económicos necesarios para llevar a cabo el litigio en Los Ángeles.